# Whitehall (Montana)
Pour les articles homonymes, voir Whitehall (homonymie).
Whitehall est une municipalité américaine située dans le comté de Jefferson au Montana. Selon le recensement des États-Unis de 2010, sa population est de 1 038 habitants. La municipalité s'étend sur 0,67 mille carré (1,74 km2).
Cette gare du Northern Pacific and Montana Railroad devient une municipalité le 30 septembre 1890.